# Джексон (гора)
Джексон, Эндрю Джексон (англ. Mount Jackson) — гора в Антарктиде, на Антарктическом полуострове, в Земле Палмера. Её высота составляет 3184 м над уровнем моря.

## География
Гора Джексон лежит в Западной Антарктиде, в центральной части Земли Палмера (Антарктический полуостров), на запад от берега Блэка и на юго-восток от плато Дайера. Вершина расположена за 981 км на север — северо-восток от ближайшей высшей горы Далримпл (3600 м, хребет Сентинел), за 46 км на юг — юго-восток от второй по высоте вершины Земли Палмера — горного массива Уэлч (3015 м, плато Дайера), за 180 км на юг — юго-восток от горы Надежды и за 275 км на север от горы Коман (2658 м).
Высота горы составляет 3184 м, а относительная высота — 2187 м, что относит её к списку вершин «ультра-пиков», высочайших гор Антарктиды, где она, по относительной высоте, занимает 13-е место. Это самая высокая вершина Земли Палмера и Антарктического полуострова.
Территория Земли Палмера, на которой расположена гора, относится к спорным антарктическим территориям Великобритании, Чили и Аргентины.

## Открытие и исследования
Гора была открыта и впервые обследована в ноябре 1940 года в результате воздушных полётов членами экспедиции Антарктической программы США (USAP) в 1939—1941 годах и названа — Эрнест Грининг (англ. Mount Ernest Gruening), в честь губернатора территории Аляска — Эрнеста Генри Грининга. Высота вершины была оценена приблизительно в 4200 м. Позднее USAP переименовала гору в честь Эндрю Джексона, седьмого президента Соединённых Штатов Америки, который подписал законопроект, позволивший Соединённым Штатам вести экспедиционные исследования в 1838—1842 годах во главе с лейтенантом ВМС США Чарльзом Уилксом, которые включали разведку районов Тихого океана и окружающих земель, в том числе Антарктиды. В ноябре 1947 года Британской антарктической экспедицией (BAS), при обследовании острова Стонингтона, была исследована и гора Джексон, при этом её высота была оценена в 3050 м, что значительно меньше и более точно, чем при первой оценке в 1940 году.
Первое восхождение на гору Джексон было произведено командой во главе с Джоном Крэббом Каннингеном, Британской антарктической экспедицией (BAS) 23 ноября 1964 года. Вершина была изучена в 1972 году в рамках исследований Земли Палмера группой геологов.
Точная высота вершины была обозначена в 3184 м, при очередном обследовании Британской антарктической экспедицией (BAS), которая взошла на пик во время южного лета 1996—1997 годов.